# Gyrstinge
Gyrstinge er en landsby på Midtsjælland med 351 indbyggere  (2024). Gyrstinge er beliggende i Gyrstinge Sogn nær Gyrstinge Sø ni kilometer nordvest Ringsted og 12 kilometer nordøst for Sorø. Landsbyen tilhører Ringsted Kommune og er beliggende i Region Sjælland.
Gyrstinge Kirke ligger i landsbyen.

## Demografi
Indbyggertal pr. 1. januar, medmindre andet er angivet
| År   | Antal |
| ---- | ----- |
| 1976 | 209   |
| 1981 | 213   |
| 1986 | 210   |
| 1990 | 272   |
| 1996 | 309   |
| 2000 | 320   |
| 2004 | 345   |
| 2008 | 364   |
| 2010 | 353   |